# Torneo Villa de El Espinar
Открытый чемпионат Кастилии и Леона (также известен как Torneo Villa de El Espinar по месту проведения) международный мужской профессиональный теннисный турнир, проходящий летом в преддверии Открытого чемпионата США на хардовых кортах города Эль-Эспинар (Сеговия, Испания). В последние годы проведения включён в календарь тура ATP Challenger, некоторое время входя в категорию наиболее престижных турниров тура — Tretorn SERIE+. Призовой фонд составляет 42 500 евро (игрокам также оплачивается проживание) при турнирной сетке, рассчитанной на 32 участника в одиночном разряде и 16 пар.

## История
Турнир в Сеговии стартовал в 1986 году как любительский турнир под эгидой Федерации тенниса Испании. С начала 90-х годов XX века Открытый чемпионат Кастилии и Леона входит в календарь тура ATP Challenger, а в последние годы включён в категорию самых престижных «челленджеров», Tretorn SERIE+.
На протяжении своего существования турнир в Эль-Эспинаре был удостоен ряда национальных и международных наград. В частности, в 2009 году он был признан лучшим турниром тура ATP Challenger. Турнир также удостаивался медали «За спортивную доблесть» Высшего совета по спорту Испании, награды Национального Олимпийского комитета Испании и национальной премии в области спорта в номинации «Лучшая спортивная арена»

## Победители и финалисты
Победитель турнира в одиночном разряде получает 140 очков в рейтинге АТР и 6250 евро призовых. Победители в парном разряде получают также по 132 очка 1325 евро призовых.
Хотя турнир в Сеговии за историю его существования выигрывали в одиночном разряде такие будущие и бывшие звёзды мужского тенниса, как Рафаэль Надаль, Эмилио Санчес, Серхи Бругера, Фернандо Вердаско, Радек Штепанек и Хуан Мартин дель Потро, никто из них не завоёвывал титул больше одного раза. Двукратными чемпионами в одиночном разряде становились Хосе Клавет в первые годы проведения турнира и Родольф Жильбер в середине 1990-х годов.
Помимо двух побед в одиночном разряде, Родольф Жильбер является также двукратным чемпионом в парах, в общей сложности завоевав в Сеговии четыре титула в 1994 и 1995 годах. Также двукратным чемпионом в парах (и трёхкратным в общей сложности) был Эмилио Санчес. В 1999 году одним из победителей турнира в парах стал Роджер Федерер, будущая первая ракетка мира в одиночном разряде.
| Год  | Победитель             | Финалист                 | Счёт в финале    |
| ---- | ---------------------- | ------------------------ | ---------------- |
| 2014 | Адриан Маннарино       | Адриан Менендес-Масейрас | 6-3, 6-0         |
| 2013 | Пабло Карреньо Буста   | Альбано Оливетти         | 6-4, 7-62        |
| 2012 | Евгений Донской        | Альбано Оливетти         | 6-1, 7-611       |
| 2011 | Кароль Бек             | Грегуар Бюркье           | 6-4, 7-64        |
| 2010 | Даниэль Химено-Травер  | Адриан Маннарино         | 6-4, 7-62        |
| 2009 | Фелисиано Лопес        | Адриан Маннарино         | 6-3, 6-4         |
| 2008 | Сергей Стаховский      | Тиагу Алвис              | 7-5, 7-64        |
| 2007 | Фернандо Вердаско      | Алун Джонс               | 6-2, 6-4         |
| 2006 | Хуан Мартин дель Потро | Беньямин Беккер          | 6-4, 5-7, 6-4    |
| 2005 | Михаэль Беррер         | Джимми Ван               | 7-5, 6-76, 6-1   |
| 2004 | Поль-Анри Матьё        | Николя Маю               | 6-74, 6-4, 6-4   |
| 2003 | Рафаэль Надаль         | Томаш Зиб                | 6-2, 7-61        |
| 2002 | Оливье Мути            | Фернандо Вердаско        | 6-4, 6-2         |
| 2001 | Хуан Игнасио Чела      | Олег Огородов            | 6-2, 6-3         |
| 2000 | Серхи Бругера          | Ян Симеринк              | 5-7, 6-3, 6-0    |
| 1999 | Сириль Сольнье         | Серхи Бругера            | 6-4, 7-5         |
| 1998 | Радек Штепанек         | Алекс Радулеску          | 7-5, 7-5         |
| 1997 | Хорди Бурильо          | Николя Эскюде            | 6-3, 2-1 — отказ |
| 1996 | Жером Гольмар          | Эмилио Санчес            | 6-4, 6-3         |
| 1995 | Родольф Жильбер (2)    | Эмилио Санчес            | 7-6, 7-6         |
| 1994 | Родольф Жильбер        | Маркус Цёкке             | 6-2, 6-4         |
| 1993 | Алекс Антонич          | Хорди Бурильо            | 6-3, 6-3         |
| 1992 | Гийом Рау              | Йорн Ренценбринк         | 7-6, 7-6         |
| 1991 | Хавьер Санчес          | Франсиско Монтана        | 6-3, 6-2         |
| 1990 | Эмилио Санчес          | Франсиско Клавет         | 6-3, 2-6, 7-5    |
| 1989 | Серхио Касаль          | Мартин Хайте             | 6-3, 6-4         |
| 1988 | Хосе Клавет (2)        | Франсиско Клавет         | 6-3, 7-5         |
| 1987 | Виктор Печчи           | Уго Чапаку               | 6-2, 6-1         |
| 1986 | Хосе Клавет            | Роберто Санча            | 6-4, 6-1         |

| Год  | Победители                           | Финалисты                                 | Счёт в финале     |
| ---- | ------------------------------------ | ----------------------------------------- | ----------------- |
| 2014 | Виктор Балуда Александр Кудрявцев    | Брайдан Клейн Никола Мектич               | 6-2, 4-6, [10-3]  |
| 2013 | Кен Скупски Нил Скупски              | Михаил Елгин Владимир Игнатик             | 6-3, 6-74, [10-6] |
| 2012 | Стефано Янни Флорин Мерджа           | Константин Кравчук Николаус Мозер         | 6-2, 6-3          |
| 2011 | Юхан Брунстрём Фредерик Нильсен      | Ловро Зовко Николя Маю                    | 6-2, 3-6, [10-6]  |
| 2010 | Тиагу Алвис Франку Феррейру          | Брайан Баттистон Харш Манкад              | 6-2, 5-7, [10-8]  |
| 2009 | Николя Маю Эдуар Роже-Васслен        | Ловро Зовко Сергей Стаховский             | 6-74, 6-3, [10-8] |
| 2008 | Джим Томас Росс Хатчинс              | Ярослав Левинский Филип Полашек           | 7-63, 3-6, [10-8] |
| 2007 | Рохан Бопанна Айсам уль-Хак Куреши   | Мишель Кратохвил Жиль Мюллер              | 7-68, 6-3         |
| 2006 | Пол Бакканелло Крис Гуччоне          | Юхан Ландсберг Филип Прпич                | 6-3, 7-62         |
| 2005 | Марсель Гранольерс Алекс Лопес-Морон | Даниэле Браччали Урос Вико                | 6-4, 6-2          |
| 2004 | Владимир Волчков Игорь Куницын       | Даниэль Муньос-де ла Нава Иван Наварро    | 3-6, 6-3, 6-2     |
| 2003 | Трипп Филлипс Ота Фукарек            | Жан-Франсуа Башло Эмилио Бенфеле-Альварес | 6-4, 7-68         |
| 2002 | Тим Крайтон Тодд Перри               | Кароль Бек Сандер Грён                    | 5-7, 7-63, 6-4    |
| 2001 | Уэсли Муди Шон Рудман                | Невилл Годвин Маркос Ондруска             | 7-65, 6-3         |
| 2000 | Джейсон Вир-Смит Эшли Фишер          | Джордан Керр Дамьен Робертс               | 7-65, 6-1         |
| 1999 | Сандер Грун Роджер Федерер           | Ота Фукарек Алехандро Эрнандес            | 6-4, 7-6          |
| 1998 | Томаш Зиб Радек Штепанек             | Хосе Антонио Конде Рубен Фернандес-Хиль   | 6-3, 7-6          |
| 1997 | Жуан Кунья-Силва Нуну Маркиш         | Брайан Игл Хуан-Игнасио Карраско          | 6-7, 6-2, 6-4     |
| 1996 | Хорди Бурильо Эмилио Санчес (2)      | Хосе Антонио Конде Нуну Маркиш            | 6-4, 7-5          |
| 1995 | Родольф Жильбер (2) Гийом Рау        | Серхио Касаль Эмилио Санчес               | 6-4, 6-3          |
| 1994 | Родольф Жильбер Стефан Симиан        | Серхио Касаль Эмилио Санчес               | 6-4, 3-6, 7-6     |
| 1993 | Хуан-Игнасио Карраско Марк Петчи     | Морис Руа Роджер Смит                     | 6-2, 7-5          |
| 1992 | Михаэль ван дер Берг Йост Вейнхуд    | Ндука Одизор Роберто Саад                 | 7-6, 7-6          |
| 1991 | Франсиско Клавет Хавьер Санчес       | Хуан Карлос Багена Хосе Клавет            | 7-6, 6-2          |
| 1990 | Фернандо Гарсия-Льео Хесус Мантека   | Франсиско Клавет Хавьер Санчес            | 4-6, 6-3, 7-6     |
| 1989 | Серхио Касаль Эмилио Санчес          | Франсиско Клавет Хавьер Санчес            | 7-6, 5-7, 6-4     |
| 1988 | Хуан Антонио Родригес Уго Чапаку     | Франсиско Клавет Хосе Клавет              | 6-4, 7-5          |
| 1987 | Анисето Альварес Эрнесто Васкес      | Виктор Печчи Уго Чапаку                   | 1-6, 6-3, 8-6     |
| 1986 | Роберто Санчес Фернандо Тривиньо     | Франсиско Клавет Анхель Фуэнтетаха        | 6-4, 2-6, 6-3     |